# Dániel Berzsenyi
Dániel Berzsenyi (Egyházashetye, 7 maggio 1776 – Nikla, 24 febbraio 1836) è stato un poeta ungherese, uno dei più discussi della letteratura del suo paese, dapprima capo della scuola classicheggiante ed in un secondo tempo un importante preromantico.

## Biografia

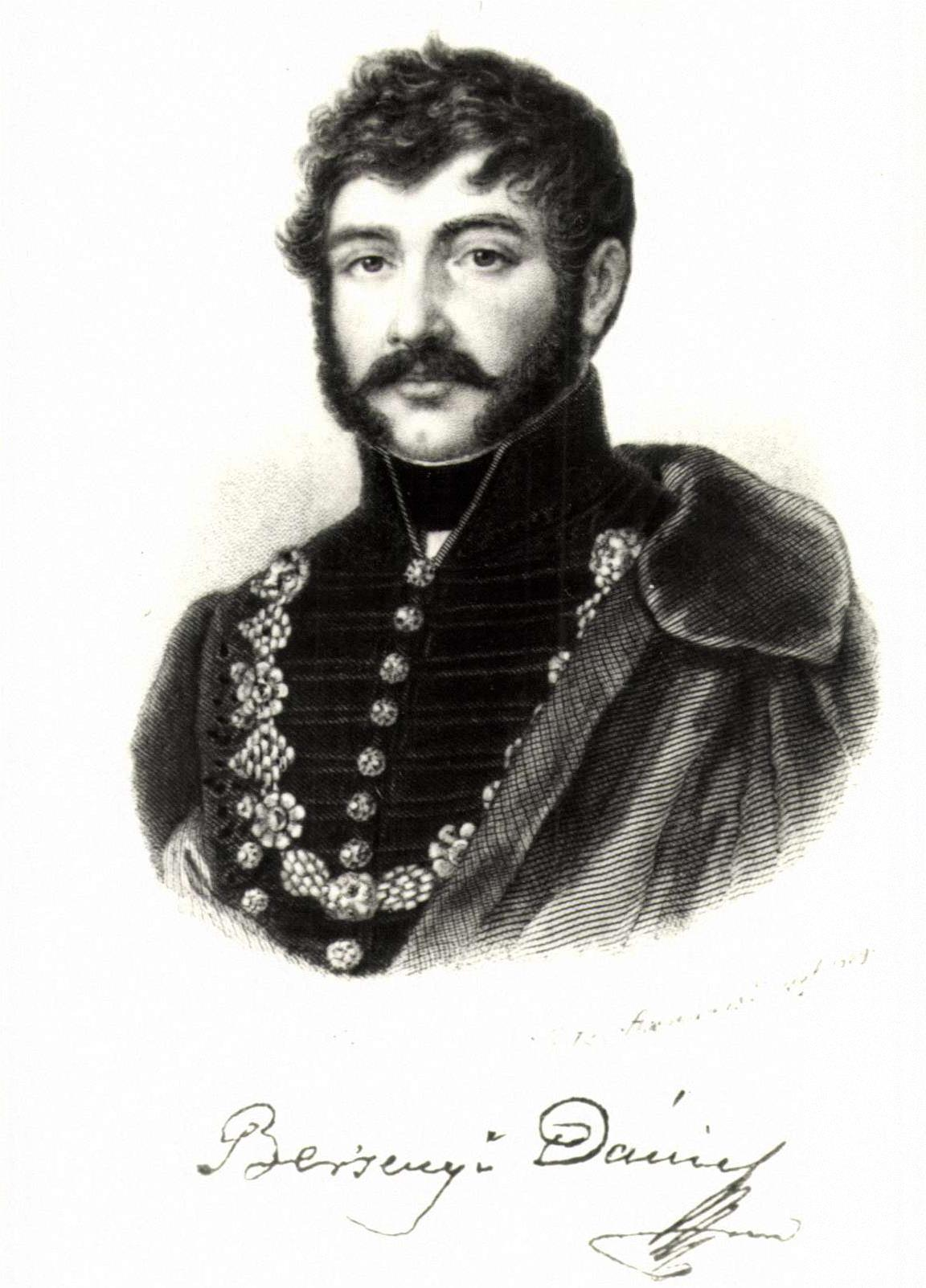
Dániel Berzsenyi

Berzsenyi nacque in una famiglia nobile. Nonostante il padre fosse un laureato in legge, preferì condurre una vita appartata in campagna occupandosi del suo podere.
A causa delle particolari convinzioni del padre sui danni e benefici dello studio e del lavoro agricolo, Berzsenyi fu costretto ad iniziare tardivamente i suoi corsi di studio.
Quindi, solamente all'età di tredici anni, Berzsenyi si iscrisse al liceo evangelico di Sopron, che frequentò per sette anni in modo discontinuo, viste le difficoltà ad adattarsi alla ferrea disciplina ed ai regolamenti scolastici.
Malgrado la mancata finalizzazione degli studi, gli anni trascorsi a Sopron, formarono la cultura del giovane poeta, grazie alle numerose letture, all'acquisizione di conoscenze inerenti al mondo classico latino, all'approfondimento della mitologia dell'antica Roma e alla passione per Orazio.
La sua permanenza a Sopron venne criticata aspramente dal padre e questo fatto peggiorò i loro rapporti al punto da costringere Berzsenyi a trasferirsi presso Nikla.
Nel periodo appena seguente alla fuga dalla casa paterna, il poeta sposò Zsuzsanna Dukai Takács, figlia di un nobile campagnolo, di quattordici anni più anziana.
Berzsenyi scrisse strofe poetiche dall'età di venti anni (1796), inizialmente di nascosto dagli occhi dei suoi famigliari e dei suoi amici. Soltanto nel 1803 venne fortuitamente scoperto da un chierico evangelico e finalmente il poeta si decise a presentare tre dei suoi lavori a Ferenc Kazinczy, che li valutò entusiasticamente.
Al 1808 risalì la pubblicazione della sua prima raccolta composta da una ottantina di poesie, distribuite grazie all'aiuto di Kazinczy.
Condusse una vita estremamente ritirata e raramente abbandonò Nikla. Visitò solamente in due occasioni Pest, la prima volta nell'1810, e la seconda nell'1813. Nell'1812, trascorse una settimana a Vienna, dove preparò il disegno della copertina del suo nuovo libro.
Dal 1816 in poi il poeta ebbe seri problemi di salute e soffrì a lungo per alcune recensioni negative e varie critiche riguardanti le sue opere, che lui ritenne ingiuste e ingenerose e dirette ad attaccare la sua persona più che la sua arte.
La conseguenza di queste vicende fu un rallentamento della produzione poetica dell'autore e un intensificarsi di studi scientifici, di estetica e letterari.
La risposta alle critiche ricevute venne inclusa nel saggio pubblicato durante l'anno 1825 e intitolato "Észrevételek Kölcsey recenziójára" (Osservazioni sulle recensioni di Kölcsey), nel quale il poeta giustificò il suo abbandono del modello classico a favore delle tendenze romantiche.
Berzsenyi dedicò gran parte del tempo a disposizione agli studi scientifici ed estetici e di conseguenza numerosi furono i saggi scritti e pubblicati. tra i quali si ricordano: A versformákról (Sull'arte dei versi); tra il 1829 e il 1834, scrisse Kriticai levelek (Critica alle lettere). Durante il 1830 diventò il primo membro provinciale della Accademia ungherese delle Scienze. Risalì al 1833 il libro Poetai harmonistica (Armonia poetica).
Morì il 24 febbraio del 1836 nella città di Nikla.

## Stile e contenuti poetici
La poesia e la filosofia di Orazio influenzarono in modo determinante il poeta, il quale fu infatti criticato dai alcuni suoi contemporanei con l'accusa di essere un epigono del grande poeta latino. Berzsenyi cercò di ripescare forme liriche antiche per introdurle nel linguaggio ungherese moderno.
In una prima fase artistica ed ideologica, il poeta rappresentò e difese la mentalità tradizionalista e conservatrice della nobiltà di provincia, mentre in un secondo tempo si accostò alle idee illuministiche ed abbracciò gli ideali riformisti a livello politico-costituzionale.
Pur sembrando contraddittorio, le sue liriche contengono sia elementi classici sia preromantici, infatti le sue odi ed elegie, seppur elevate e solenni, sono impregnate di eroismo e di richiami al risveglio e alla coscienza nazionale, e talvolta contengono tematiche universali.